# Avion Shopping Park (Bratislava)
Avion Shopping Park v Bratislavě je největší nákupní centrum na Slovensku a bylo otevřeno roce 2002. Patří do sítě nákupních center AVION v Česku a na Slovensku. Nákupní centra se ještě nacházejí v Praze, Brně a Ostravě. V Bratislavě je na Ivanské cestě, místní část Trnávka v městské části Ružinov.
Celková prodejní plocha centra je 101 000 m², poslední rozšíření bylo 31. října 2012.
Mezi největší pronajímatele v Avionu patří IKEA, Kaufland, H&M, ZARA, Next, Datart, Peek and Cloppenburg, C&A.